# Nati nel 1918/Aprile
| Questa pagina contiene informazioni ricavate automaticamente dalle voci biografiche con l'ausilio del template Bio e di un bot. L'aggiornamento è periodico e automatico e ricostruisce completamente la pagina. Se manca una persona in questa lista, sei pregato di non aggiungerla, ma accertati piuttosto che la sua voce biografica contenga il template Bio e che i dati anagrafici siano correttamente compilati. Se il template Bio manca, inseriscilo tu stesso o, in alternativa, metti l'avviso {{tmp\|Bio}} che ne segnala la mancanza. Se i dati riportati sono sbagliati, correggi direttamente la voce biografica; le modifiche saranno visibili in questa lista entro pochi giorni. Per chiarimenti vedi il progetto biografie. La lista contiene solo le 115 persone che sono citate nell'enciclopedia e per le quali è stato implementato correttamente il template Bio. Pagina aggiornata al 18 lug 2025. |

- 1º aprile - Buck Batterman, cestista statunitense († 1999)
- 1º aprile - Ján Kadár, regista slovacco († 1979)
- 1º aprile - Utako Okamoto, medico giapponese († 2016)
- 2 aprile - Jack Jennings, cestista e allenatore di pallacanestro statunitense († 1992)
- 2 aprile - Erbo Graf von Kageneck, aviatore tedesco († 1942)
- 2 aprile - Jean Kerebel, velocista francese († 2010)
- 2 aprile - Vittorio Somenzi, filosofo italiano († 2003)
- 3 aprile - Mary Anderson, attrice statunitense († 2014)
- 3 aprile - Enzo Felsani, poliziotto e generale italiano († 2006)
- 3 aprile - Miklós Hubay, drammaturgo ungherese († 2011)
- 3 aprile - Francisco Lavernia, cestista cubano († 2005)
- 4 aprile - Sacco van der Made, attore e doppiatore olandese († 1997)
- 5 aprile - Alda Croce, saggista e ambientalista italiana († 2009)
- 6 aprile - Big Walter Horton, musicista statunitense († 1981)
- 6 aprile - Hans Hürlimann, politico svizzero († 1994)
- 6 aprile - Alfredo Ovando Candia, politico e generale boliviano († 1982)
- 6 aprile - Venturino Venturi, scultore e pittore italiano († 2002)
- 6 aprile - Kaaren Verne, attrice tedesca († 1967)
- 6 aprile - Amando de Ossorio, regista e sceneggiatore spagnolo († 2001)
- 7 aprile - Donato Briscese, militare italiano († 1942)
- 7 aprile - Robert Carson, numismatico britannico († 2006)
- 7 aprile - Bobby Doerr, giocatore di baseball statunitense († 2017)
- 7 aprile - William Eythe, attore statunitense († 1957)
- 7 aprile - Franco Claudio Ferrari, violinista italiano († 1995)
- 7 aprile - Ronald Howard, attore e scrittore britannico († 1996)
- 7 aprile - Mario Maffei, regista, sceneggiatore e attore italiano († 2001)
- 7 aprile - Anselmo Pisa, allenatore di calcio e calciatore argentino († 1965)
- 7 aprile - Petey Rosenberg, cestista statunitense († 1997)
- 8 aprile - Giovanni Bianchi, vescovo cattolico italiano († 2003)
- 8 aprile - Bruno Boni, politico e dirigente sportivo italiano († 1998)
- 8 aprile - Roberta Cowell, aviatrice britannica († 2011)
- 8 aprile - Morris Engel, fotografo e regista statunitense († 2005)
- 8 aprile - Betty Ford, first lady statunitense († 2011)
- 8 aprile - Heidemarie Hatheyer, attrice austriaca († 1990)
- 8 aprile - Mihály Kincses, calciatore e allenatore di calcio ungherese († 1979)
- 8 aprile - Amedeo Parmeggiani, militare e aviatore italiano († 1961)
- 8 aprile - Marco Scarpelli, direttore della fotografia italiano († 1995)
- 9 aprile - Adriano Seroni, politico, giornalista e critico letterario italiano († 1990)
- 9 aprile - Dick Taylor, allenatore di calcio e calciatore inglese († 1995)
- 9 aprile - Jørn Utzon, architetto danese († 2008)
- 10 aprile - Lee Bergere, attore statunitense († 2007)
- 10 aprile - Cornell Capa, fotografo ungherese († 2008)
- 10 aprile - Paweł Hur, aviatore polacco († 1994)
- 10 aprile - Edward Anthony McCarthy, arcivescovo cattolico statunitense († 2005)
- 10 aprile - Vladimir Pachman, compositore di scacchi cecoslovacco († 1984)
- 10 aprile - Myriam de Urquijo, attrice argentina († 2011)
- 11 aprile - Giovanni Bortolotto, militare italiano († 1942)
- 11 aprile - Luigi Burtulo, politico italiano († 1991)
- 11 aprile - Vittorino Morselli, partigiano, avvocato e politico italiano († 1993)
- 12 aprile - Andrej Popov, attore sovietico († 1983)
- 12 aprile - Shōgo Takeuchi, aviatore e militare giapponese († 1943)
- 13 aprile - Bill Bufalino, avvocato statunitense († 1990)
- 13 aprile - Pierino Fornaciari, partigiano italiano († 2009)
- 13 aprile - Santi Licheri, magistrato e personaggio televisivo italiano († 2010)
- 14 aprile - Rolf Julin, schermidore svedese († 1997)
- 14 aprile - Rolf Julin, pallanuotista svedese († 1997)
- 14 aprile - Alfredo Perna, partigiano italiano († 1988)
- 15 aprile - Hans Billian, regista, sceneggiatore e produttore cinematografico tedesco († 2007)
- 16 aprile - Dick Gibson, pilota automobilistico britannico († 2010)
- 16 aprile - Hsuan Hua, monaco buddista cinese († 1995)
- 16 aprile - Spike Milligan, attore, scrittore e musicista irlandese († 2002)
- 16 aprile - Gholam Ali Oveissi, generale e politico iraniano († 1984)
- 17 aprile - Luciano Bolis, antifascista e partigiano italiano († 1993)
- 17 aprile - William Holden, attore statunitense († 1981)
- 17 aprile - Frank Popper, storico dell'arte ceco († 2020)
- 17 aprile - Carol Rama, artista italiana († 2015)
- 17 aprile - Anne Shirley, attrice statunitense († 1993)
- 17 aprile - Alfredo Zambrini, militare e marinaio italiano († 1942)
- 18 aprile - Gabriel Axel, regista danese († 2014)
- 18 aprile - André Bazin, critico cinematografico francese († 1958)
- 18 aprile - Saad Dahlab, politico e rivoluzionario algerino († 2000)
- 18 aprile - Joaquín Jiménez Postigo, calciatore spagnolo († 2005)
- 18 aprile - Tony Mottola, musicista statunitense († 2004)
- 18 aprile - Walter Sacchetti, politico, partigiano e sindacalista italiano († 2007)
- 18 aprile - Róbert Zimonyi, canottiere ungherese († 2004)
- 19 aprile - Ralph Budelman, pallanuotista statunitense († 2002)
- 19 aprile - Lygia Fagundes Telles, scrittrice brasiliana († 2022)
- 19 aprile - Agostino Pertusi, filologo classico, grecista e bizantinista italiano († 1979)
- 19 aprile - Mario Tosolini, calciatore italiano († 1971)
- 19 aprile - Luis María de Larrea y Legarreta, vescovo cattolico spagnolo († 2009)
- 20 aprile - Kai Siegbahn, fisico svedese († 2007)
- 20 aprile - June Storey, attrice canadese († 1991)
- 21 aprile - Eddy Christiani, chitarrista, cantante e compositore olandese († 2016)
- 21 aprile - Guillaume Merckx, cestista belga
- 21 aprile - Jerry Rizzo, cestista statunitense († 2011)
- 22 aprile - Konrad Heubeck, militare tedesco († 1987)
- 22 aprile - Ibrahim Kodra, pittore albanese († 2006)
- 22 aprile - Bruno Mussolini, aviatore italiano († 1941)
- 23 aprile - Maurice Druon, scrittore francese († 2009)
- 23 aprile - André Maelbrancke, ciclista su strada belga († 1976)
- 23 aprile - Aleksandr Ponomarëv, allenatore di calcio e calciatore sovietico († 1973)
- 24 aprile - Robert Escarpit, scrittore, giornalista e sociologo francese († 2000)
- 24 aprile - Elisabeth Mann Borgese, scrittrice tedesca († 2002)
- 25 aprile - Remo Brindisi, pittore italiano († 1996)
- 25 aprile - Graham Payn, attore e cantante sudafricano († 2005)
- 25 aprile - Alain Savary, politico francese († 1988)
- 25 aprile - Astrid Varnay, soprano svedese († 2006)
- 25 aprile - Gérard de Vaucouleurs, astronomo francese († 1995)
- 26 aprile - Fanny Blankers-Koen, velocista, ostacolista e altista olandese († 2004)
- 26 aprile - Gennaro Maffettone, militare e marinaio italiano († 1942)
- 26 aprile - Stafford Repp, attore statunitense († 1974)
- 27 aprile - Maurice Edelston, calciatore inglese († 1976)
- 27 aprile - Joan Hughes, aviatrice inglese († 1993)
- 27 aprile - Einar Skinnarland, ingegnere norvegese († 2002)
- 27 aprile - Stefano Sommariva, fondista italiano († 2007)
- 28 aprile - Gunnar Dahlen, calciatore norvegese († 2004)
- 28 aprile - Curt Keller, calciatore francese († 1992)
- 28 aprile - Karl-Eduard von Schnitzler, conduttore televisivo tedesco († 2001)
- 28 aprile - Rodger Wilton Young, militare statunitense († 1943)
- 29 aprile - George Allen, allenatore di football americano statunitense († 1990)
- 29 aprile - Hans Nordahl, calciatore norvegese († 1993)
- 29 aprile - Nils Östensson, fondista e sciatore di pattuglia militare svedese († 1949)
- 29 aprile - Lorenzo Teves, politico filippino († 1996)
- 30 aprile - Roy Garforth, pallanuotista britannico († 1991)
- 30 aprile - Donald McNeill, tennista statunitense († 1996)